# Hejar

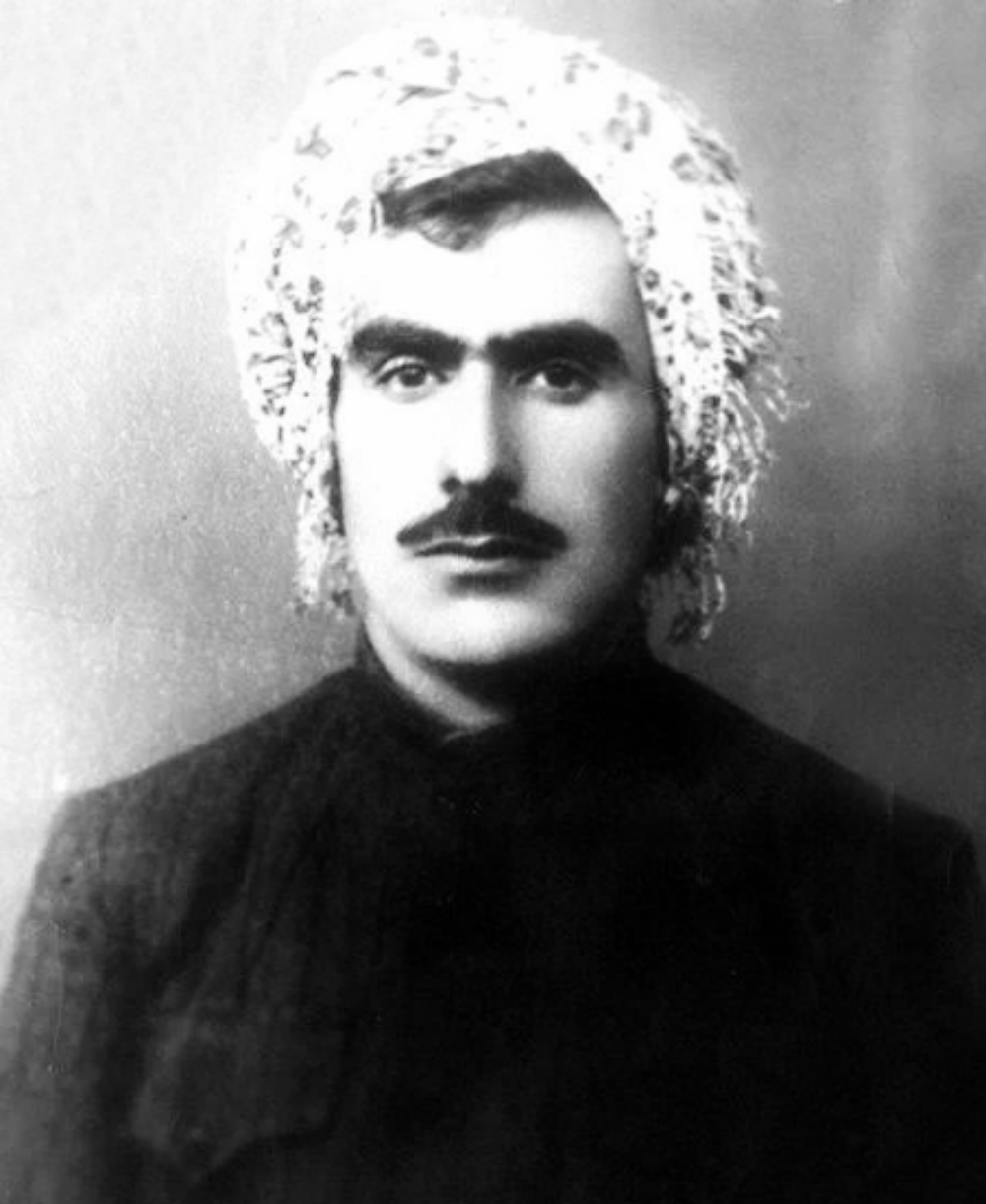
Hazhar, 1940er Jahre

Hejar (kurdisch هه‌ژار, persisch هژار Hazhar; bürgerlicher Name Abdurahman Scharafkandi, kurdisch Ebdurehman Şerefkendî; * 1921 in Mahabad; † 21. Februar 1991 in Karadsch) war ein kurdischer Schriftsteller, Dichter, Linguist und Übersetzer. Er übersetzte unter anderem den Koran ins Kurdische und schuf mit dem Henbane Borîne ein Kurdisch-Persisches Wörterbuch.

## Leben
Hejar wurde 1921 in Mahabad im nordwestlichen Iran in der Provinz West-Aserbaidschan geboren. Er begann in seiner frühen Kindheit mit religiösen Studien, musste sie jedoch mit 17 Jahren, als sein Vater starb, abbrechen. Ab 1940 schrieb er Gedichte auf Kurdisch. Durch sein Studium der kurdischen Literatur wurde er von anderen kurdischen Dichtern geprägt. Dazu gehörten unter anderem Melayê Cezîrî, Ehmedê Xanî, Wefayi und Hadschi Qadiri Koyi.
Hejar war in der kurdischen Nationalbewegung engagiert, die von Qazi Mohammed geleitet wurde. Die in Mahabad ausgerufene Republik Kurdistan (1947) hatte als eines ihrer Ziele, die kurdische Kultur zu fördern. Hejar wurde einer ihrer offiziellen Dichter. Nach dem Ende der Republik war er gezwungen, ins Exil zu gehen.
Für etwa 30 Jahre lebte er in verschiedenen Ländern wie dem Irak, Syrien, dem Libanon und Ägypten. Im Irak kam er wieder mit der kurdischen Nationalbewegung in Kontakt. Sie wurde von Mustafa Barzani, dem ehemaligen Verteidigungsminister der Republik Mahabad, geleitet. Er war mit Hejar durch eine enge Freundschaft verbunden. Nach der Niederlage der Bewegung im Jahr 1975 kehrte Hejar in den Iran zurück und ließ sich in der Stadt Karadsch nieder. Dort lebte er bis zu seinem Tod. Er wurde in seiner Geburtsstadt Mahabad beerdigt.

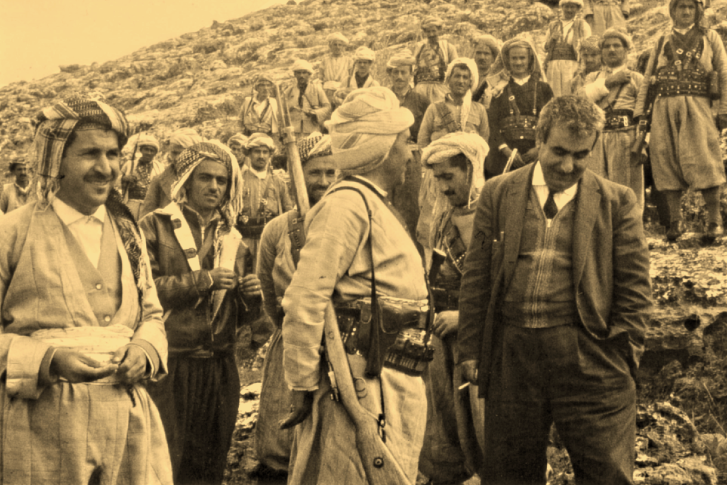
Hazhar (links) mit Mustafa Barzani, Ahmad Tofiq und Dschalal Talabani

Sein Bruder Sadegh Scharafkandi war ein Politiker, der beim Mykonos-Attentat in Berlin ums Leben kam.

## Werke
- Alekok
- Vergêra MemoZîn bi soranî (Übersetzung des Mem û Zîn ins Sorani)
- Übersetzung des Scherefname ins Kurdische.
- Dîwana helbesta Bu Kurdistan (Sammlung von Gedichten für Kurdistan)
- Çarînekanî Xeyam (Übersetzung von Omar Chajjams Rubāʿīyāt aus dem Persischen ins Kurdische)
- Henbane Borîne (Kurdisch-Kurdisches-Persisches Wörterbuch)
- Vergêra Quranê bi Kurdî (Übersetzung des Koran ins Kurdische)
- Übersetzung des Kanons der Medizin von Avicenna aus dem Arabischen ins Persische.
- Şerha Dîwana Melayê Cizîrî (Edition und Kommentar der Gedichte von Melayê Cezîrî)
- Sifra bê biraneve (Übersetzung von One and Zeroes without end von Ali Schariati aus dem Persischen ins Kurdische)
- Çêştî Micêvir (Autobiographie)